# Bolsoj Uluj-i járás
A Bolsoj Uluj-i járás (oroszul: Большеулуйский район) Oroszország egyik járása a Krasznojarszki határterületen. Székhelye Bolsoj Uluj.

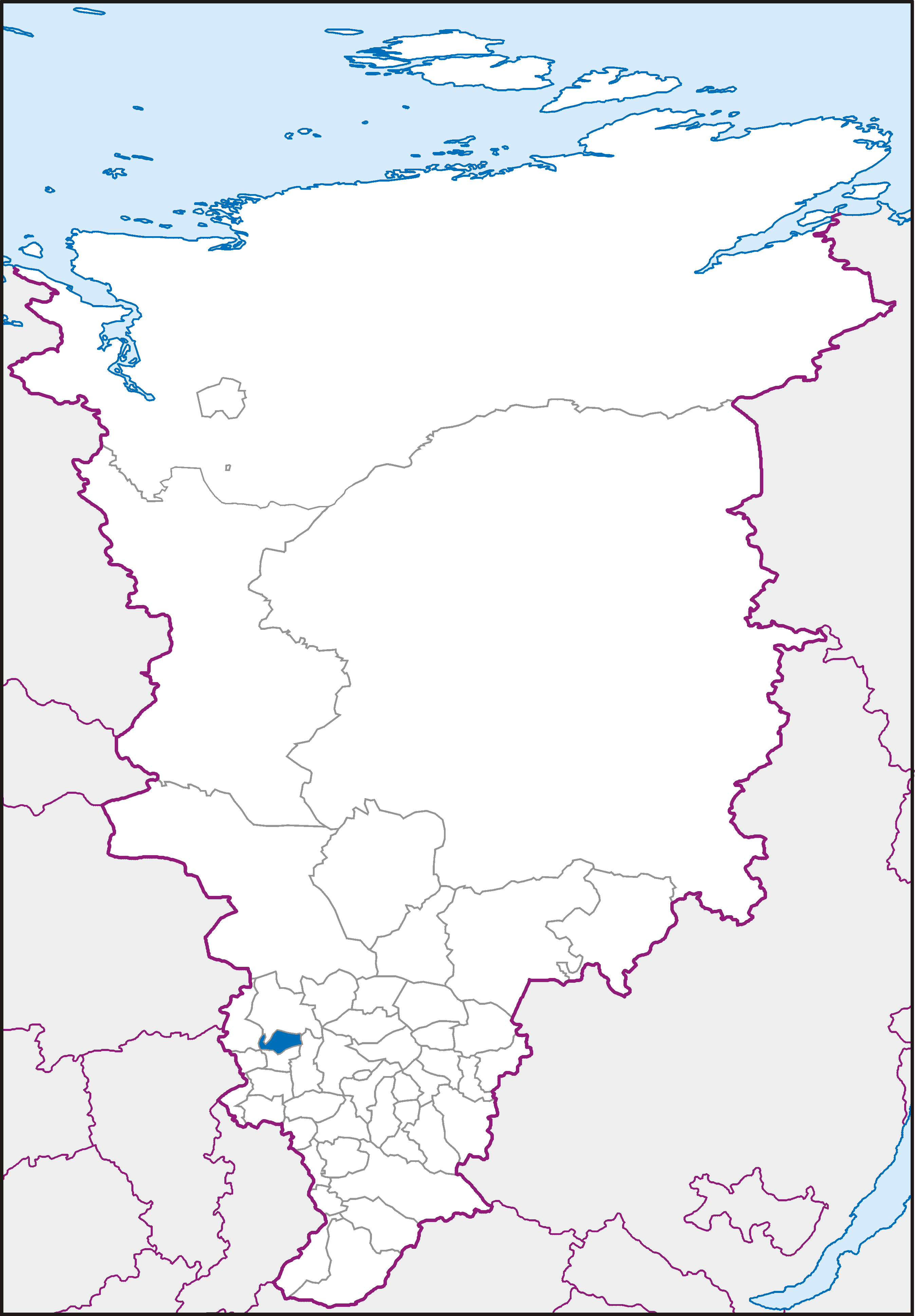
A Bolsoj Uluj-i járás a Krasznojarszki határterületen

## Népesség
2002-ben a lakosok száma 8948, 2010-ben 7660 volt.